# Bistum Dibrugarh
Das Bistum Dibrugarh (lateinisch Dioecesis Dibrugarhensis, englisch Diocese of Dibrugarh) ist eine in Indien gelegene römisch-katholische Diözese mit Sitz in Dibrugarh.

## Geschichte
Papst Pius XII. gründete es mit der Apostolischen Konstitution Ad aptius fovendum am 12. Juli 1951 aus Gebietsabtretungen des Bistums Shillong und es wurde dem Erzbistum Guwahati als Suffragandiözese unterstellt. 
Es verlor später Teile seines Territoriums zugunsten der Errichtung neuer Bistümer:
- 16. Januar 1964 an das Bistum Tezpur;
- 29. Januar 1973 an das Bistum Kohima-Imphal;
- 7. Dezember 2005 an das Bistum Miao.

## Territorium
Das Bistum Dibrugarh umfasst die Distrikte Tinsukia, Dibrugarh, Sivasagar, Jorhat und Golaghat im Bundesstaat Assam.

## Bischöfe von Dibrugarh
- Orestes Marengo SDB (12. Juli 1951 – 6. Juli 1964, dann Bischof von Tezpur)
- Hubert D’Rosario SDB (6. Juli 1964 – 26. Juni 1969, dann Erzbischof von Gauhati-Shillong)
- Robert Kerketta SDB (21. Mai 1970 – 24. Oktober 1980, dann Bischof von Tezpur)
- Thomas Menamparampil SDB (19. Juni 1981 – 30. März 1992, dann Bischof von Guwahati)
- Joseph Aind SDB (11. November 1994 – 15. Februar 2021)
- Albert Hemrom (seit 15. Februar 2021)